# Parascorpaena mcadamsi
Parascorpaena mcadamsi är en fiskart som först beskrevs av Fowler, 1938.  Parascorpaena mcadamsi ingår i släktet Parascorpaena och familjen Scorpaenidae. Inga underarter finns listade i Catalogue of Life.